# Scopula melanopis
Scopula melanopis là một loài bướm đêm trong họ Geometridae.